# Howard Marion-Crawford
Howard Marion-Crawford (* 17. Januar 1914 in London, Vereinigtes Königreich; † 24. November 1969 in Chelsea (London)) war ein britischer Schauspieler, abonniert auf englisch-steife Staatsvertreter, ranghohe Militärs, Würdenträger und beste Freunde des jeweiligen Film- oder Fernsehhelden.

## Leben
Der Sohn eines im Ersten Weltkrieg gefallenen Offiziers der Irish Guards ging am Clifton College in Bristol zur Schule und erhielt anschließend, Anfang / Mitte der 1930er Jahre, seine künstlerische Ausbildung an der angesehenen Royal Academy of Dramatic Art in London. Nach einigen Verpflichtungen beim britischen Rundfunk gab Marion-Crawford 1935 seinen Einstand beim Film. Bei Ausbruch des Zweiten Weltkriegs eingezogen, folgte er den väterlichen Spuren und meldete sich ebenfalls bei den Irish Guards. Gleich zu Beginn seines Einsatzes schwer verwundet, wurde Marion-Crawford rasch ausgemustert und konnte die Schauspielerei fortsetzen. Erste Bekanntheit erlangte er rund um 1945 gemeinsam mit seiner Partnerin Marjorie Westbury als Privatdetektiv Paul Temple in der gleichnamigen BBC-Hörspielreihe von Francis Durbridge.
Marion-Crawfords Rollenfach wurde in den 1950er und 1960er Jahren das des oft ein wenig pompösen, bisweilen aufgeplusterten und wichtigtuerischen Gentleman-Snobs, mit dem er, stets „very british“, in Filmen das Klischee-Britentum befeuerte. Dabei spielte Marion-Crawford durchgehend Nebenrollen von der Art „hero‘s best friend“ wie beispielsweise Mitte der 1950er Jahre in der Sherlock-Holmes-Fernsehserie, wo er an der Seite von Holmes-Darsteller Ronald Howard den Dr. Watson gab, und zuletzt in mehreren, zwischen 1965 und 1968 entstandenen Filmen rund um den chinesischen Meisterverbrecher Dr. Fu Man Chu. Dort sah man ihn als Watson-Variation Dr. Petrie, dem „Buddy“ von Fu Man Chu-Widersacher Nayland Smith (gespielt von unterschiedlichen Darstellern). Sein Dr. Petrie machte den Londoner auch über Englands Grenzen hinaus bekannt. Den einsetzenden Ruhm konnte Howard Marion-Crawford jedoch nicht mehr voll auskosten, er starb bereits 1969. Als Todesursache wurde ein Übermaß an Alkohol in Kombination mit Schlaftabletten konstatiert.
Marion-Crawford, der in seinen letzten Lebensjahren auch mehrfach vor Fernsehkameras trat (zuletzt drei Folgen der legendären Serie Mit Schirm, Charme und Melone, darunter die Schauergeschichte „Der Geist des Duke von Benedict“, 1967) war viermal verheiratet. Eine seiner Ehegattinnen war die Schauspielerin Mary Wimbush (1924–2005).

## Filmografie (Auswahl)
- 1935: Me and Marlborough
- 1935: The Guv'nor
- 1935: Geheimagent (Secret Agent)
- 1938: 13 Men and a Gun
- 1939: Der Spion in Schwarz (The Spy in Black)
- 1940: Night Train to Munich
- 1940: Freedom Radio
- 1945: Der letzte Sündenfall (The Rake’s Progress)
- 1947: The Phantom Shot
- 1948: Berkeley Square (Fernsehfilm)
- 1949: Mann im Netz (Man on the Run)
- 1949: Gezählte Stunden (The Hasty Heart)
- 1949: Die rote Lola (Stage Fright)
- 1950: Die Atomente (Mister Drake’s Duck)
- 1951: Der Mann im weißen Anzug (The Man in the White Suit)
- 1951: His Excellency
- 1952: Where’s Charley?
- 1953: Die Ritter der Tafelrunde (Knights of the Round Table)
- 1954: Westlich Sansibar (West of Zanzibar)
- 1954: Kleiner Jockey ganz groß (The Rainbow Jacket)
- 1954–1955: Sherlock Holmes (Fernsehserie)
- 1956: Allen Gewalten zum Trotz (Reach for the Sky)
- 1956: Versuchsmaschine CB 5 (The Man in the Sky)
- 1956: I’ll Met by Moonlight
- 1957: Das Geburtstagsgeschenk (The Birthday Present)
- 1957: Chefinspektor Gideon (Gideon’s Day)
- 1958: Froschmann Crabb (The Silent Enemy)
- 1958: Der verrückte Mr. Webb (Next to No Time)
- 1958: Virgin Island
- 1958: Gejagt (Nowhere to Go)
- 1959: Brennendes Indien (North West Frontier)
- 1959: Foxhole in Cairo
- 1961: Nicht so toll, Süßer (Carry On Regardless)
- 1961: Der längste Tag (The Longest Day)
- 1962: Lawrence von Arabien (Lawrence of Arabia)
- 1962: Picknick um Mitternacht (Tamahine)
- 1963: Plädoyer für einen Mörder (Man in the Middle)
- 1964: Life in Danger
- 1964–1965: Geheimauftrag für John Drake (Danger Man) (Fernsehserie, 3 Folgen)
- 1965: Ich, Dr. Fu Man Chu (The Face of der Fu Manchu)
- 1966: Das Skandalgirl von Soho (Secrets of a Windmill Girl)
- 1966: Die 13 Sklavinnen des Dr. Fu Man Chu (The Brides of Fu Manchu)
- 1966: Die Rache des Dr. Fu Man Chu (The Vengeance of Fu Manchu)
- 1967: Tolle Zeiten (Smashing Time)
- 1967: Der Mann mit dem Koffer (Man in a Suitcase) (Fernsehserie, 1 Folge)
- 1968: Der Angriff der leichten Brigade (The Charge of the Light Brigade)
- 1968: Der Todeskuss des Dr. Fu Man Chu (The Blood of Fu Manchu)
- 1968: Die Folterkammer des Dr. Fu Man Chu (The Castle of Fu Manchu)
- 1965–1969: Mit Schirm, Charme und Melone (The Avengers, drei Folgen)

## Hörspiele (Auswahl)
- 1946: A Case for Paul Temple